# Грин, Джо (легкоатлет)
Джозеф Тилфорд Ли Грин (англ. Joseph Tilford Lee Greene; род. 17 февраля 1967, Дейтон, Огайо) — американский легкоатлет, специализирующийся на прыжках в длину. Двукратный бронзовый призёр летних Олимпийских игр (1992, 1996).

## Биография
Родился 17 февраля 1967 года в городе Дейтон, штат Огайо. Учился в средней школе Риверсайда, а затем окончил Университет штата Огайо.
На летних Олимпийских играх 1992 года, проходивших в Барселоне, Испания, Грин завоевал бронзовую медаль в прыжках в длину. Спустя четыре года ему удалось вновь повторить свой успех, завоевав вторую бронзовую медаль в прыжках в длину среди мужчин на летних Олимпийских играх 1996 года, проходивших в Атланте, США.
Бронзовые олимпийские медали 1996 и 1992 годов были показаны в шоу Pawn Stars на канале History Channel.